# (187) Lamberta
(187) Lamberta, est un astéroïde de la ceinture principale d'astéroïdes découvert par Jérôme Eugène Coggia le 11 avril 1878. Il est baptisé en honneur du mathématicien Johann Heinrich Lambert.

## Compléments